# Von-Woyna-Brücke
Die Von-Woyna-Brücke, zuweilen auch Brücke Am Leineufer, ist eine als Baudenkmal geschützte Brücke über die Leine zwischen dem Wunstorfer Stadtteil Luthe und dem Garbsener Stadtteil Schloss Ricklingen in der Region Hannover in Niedersachsen.

## Vorgeschichte

Leinefähre bei Schloss Ricklingen

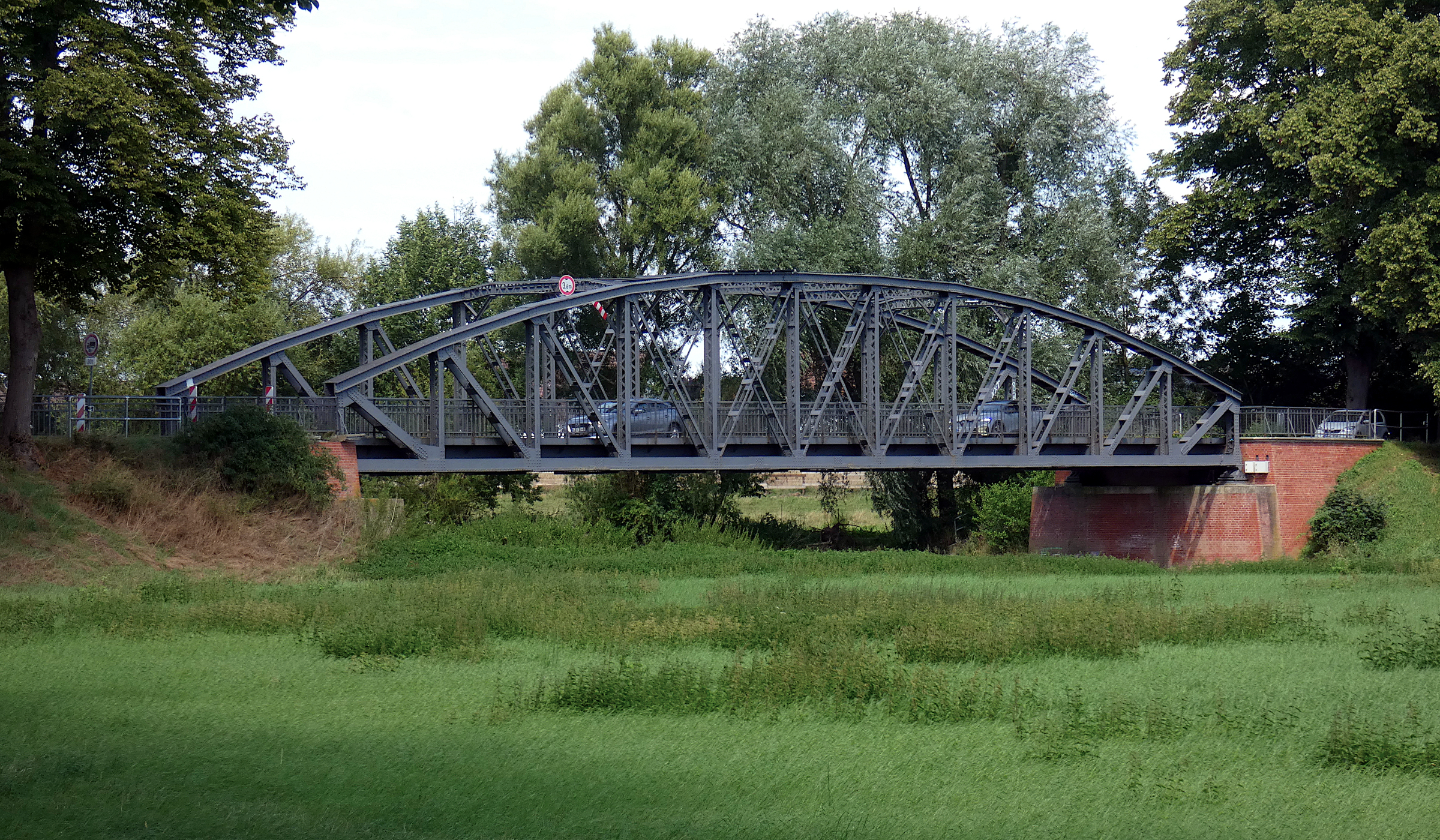
Von-Woyna-Brücke

Einst gab es an der Leine zwischen Schloss Ricklingen und Luthe eine noch immer bei niedrigem Wasserstand erkennbare Furt.
Bereits im Jahr 1674 verbuchte das damalige Amt Ricklingen Pachteinnahmen aus Fischerei und Fähre. Unter anderen in den Jahren 1772, 1794 und 1805 wurden jeweils neue Fähren beschafft. Im Jahr 1886 gab es eine aus Eichenholz gefertigte große Fähre mit 47,5 Fuß (ca. 14,7 m) Länge und 15 Fuß (ca. 4,65 m) Breite, sowie eine 28,25 Fuß (ca. 8,75 m) lange kleine Fähre.

## Geschichte
Der Fährbetrieb endete, nachdem zwischen den Jahren 1894 und 1896 eine Brücke über die Leine errichtet worden war. Wilhelm Dewitz von Woyna, der Landrat des Landkreises Neustadt am Rübenberge, wollte durch den Ausbau des befestigten Straßennetzes die Industrialisierung im Landkreis fördern.
Die Zufahrtsstraßen von Schloss Ricklingen und Luthe zur Brücke, heute die Straße Am Leineufer, wurden ebenfalls damals angelegt.
Am 25. Mai 1895 wurde die Brücke feierlich eingeweiht.
Die Brücke wurde nach dem Landrat Von-Woyna-Brücke benannt.
Gegen Ende des Zweiten Weltkriegs wurde die Brücke gemäß Hitlers Nerobefehl zur Sprengung vorbereitet. Dorfbewohner entfernten die Sprengladungen heimlich wieder.
In den 1960er Jahren waren tragende Teile der Brücke ersetzt worden.
Nach einer Brückenhauptprüfung im Sommer 1976 wurde wegen zahlreicher Schäden an Oberbau und Unterbau ein Neubau der Brücke empfohlen.
Das Planfeststellungsverfahren für einen Straßen- und Brückenneubau begann 1977.
Verstärkungen am Überbau und eine Stahlbetonmanschette des Widerlagers auf Luther Seite sollten eine Benutzbarkeit der Brücke bei reduzierter Tragfähigkeit sichern.
Als Grund für den schlechten Zustand wurde 1986 die jahrelang unterbliebene Bauunterhaltung genannt.
Eine Bürgerinitiative forderte den Erhalt der alten Brücke und eine Herabsetzung der maximalen Nutzlast.
Die Bezirksregierung Hannover erklärte 1989, dass eine Instandsetzung möglich sei. Aus denkmalpflegerischer Sicht wurde eine Instandsetzung gegenüber einem Neubau bevorzugt.
Ein Erhalt der Brücke ohne Instandsetzung wäre nicht möglich gewesen, da sie schon unter ihrem Eigengewicht nicht mehr standsicher war.
Die Grundsanierung der Von-Woyna-Brücke erfolgte in den Jahren 1988 bis 1990.
Danach sollte die Brücke eine Restlebensdauer von weiteren 50 Jahren haben, die jedoch nach Mitteilung der Region Hannover wegen der steigenden Belastung voraussichtlich nicht erreicht werden wird.
Um den zunehmenden Durchgangsverkehr schwerer Lastkraftwagen zu verhindern wurde Ende 2018 für Fahrzeuge schwerer als 7,5 t die Benutzung der Brücke gesperrt.

## Beschreibung

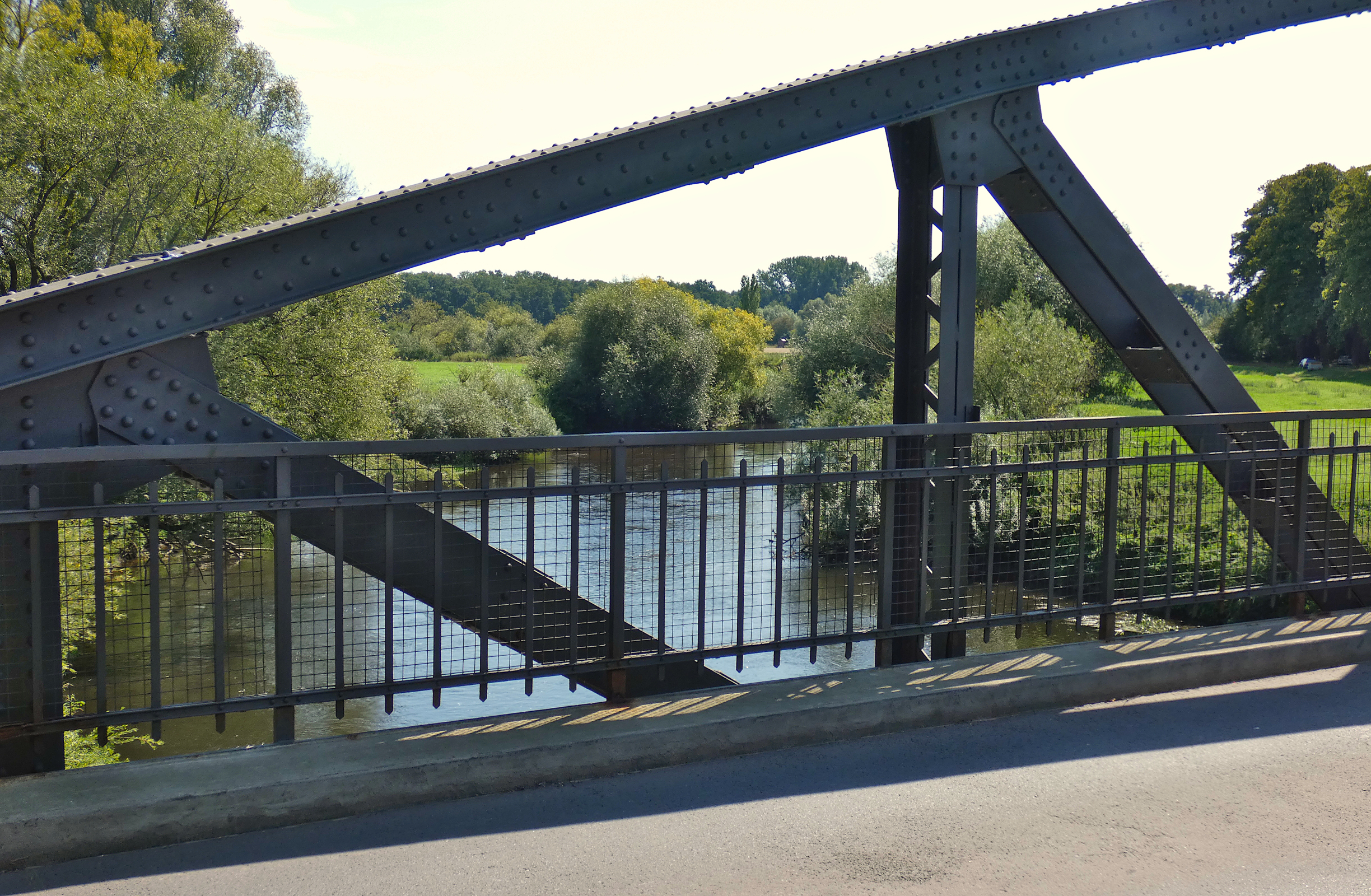
Detailansicht

Die Von-Woyna-Brücke ist eine zum Zeitpunkt ihres Baus gegen Ende des 19. Jahrhunderts fortschrittliche Halbparabelträgerbrücke mit Ständerfachwerk. Die zwei Fachwerkstahlbögen überspannen eine Länge von 46,20 Metern.
Im Jahr 1939 wurden die Hauptträger der Brücke verstärkt.
Bei der 2,15 Millionen DM kostenden Sanierung der Brücke in den Jahren 1988 bis 1990 wurden die Widerlager in ihrer historischen Form und Größe neu gebaut.
Die Brücke wurde ausgeschwommen und zur Sanierung an Land gebracht.
Über 9000 Nietverbindungen mussten in Handarbeit erneuert werden. Ausgebaute Nieten wurden bei der Wiedereröffnung als Souvenirs verkauft. Die Fahrbahnkonstruktion wurde ersetzt,
der alte Straßenbelag aus Kopfsteinpflaster wurde durch Asphalt ersetzt.
Auf der Brücke gibt es für beide Fahrtrichtungen nur insgesamt eine Fahrspur. Daneben ist ein Fußweg durch Hochbordsteine abgetrennt.
Bei Hochwasser der Leine werden die Zufahrtsstraßen zur Brücke überspült, die Straße Am Leineufer gesperrt, so dass dann die Von-Woyna-Brücke nicht benutzt werden kann.

## Denkmalschutz

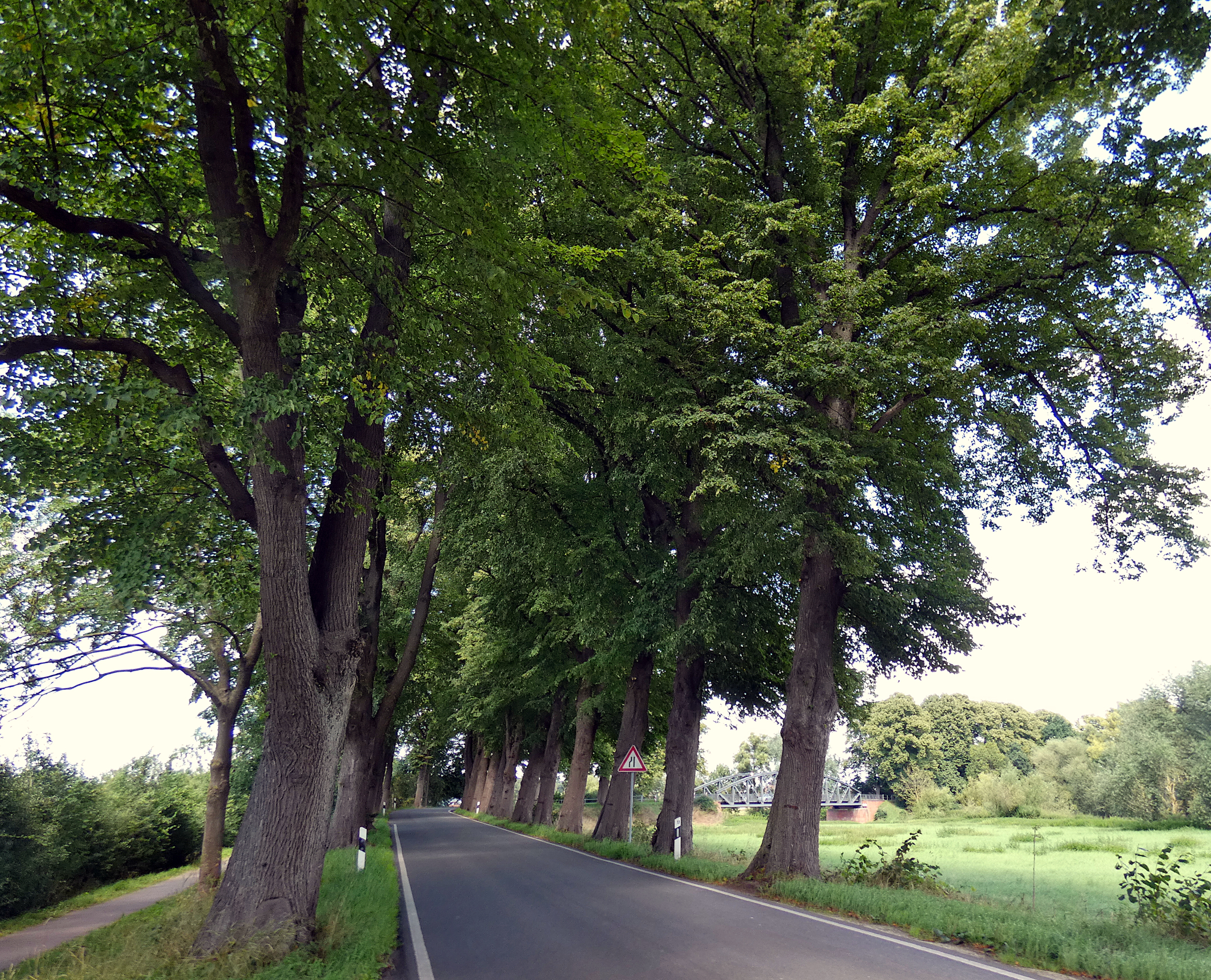
Allee aus Richtung Luthe zur Brücke

Die Brücke steht aufgrund ihrer geschichtlichen und städtebaulichen Bedeutung unter Denkmalschutz.
Zudem besteht an der Erhaltung der Alleen entlang der Straße beiderseits der Brücke aufgrund ihrer geschichtlichen und städtebaulichen Bedeutung ein öffentliches Interesse.